# August-Exter-Straße 30

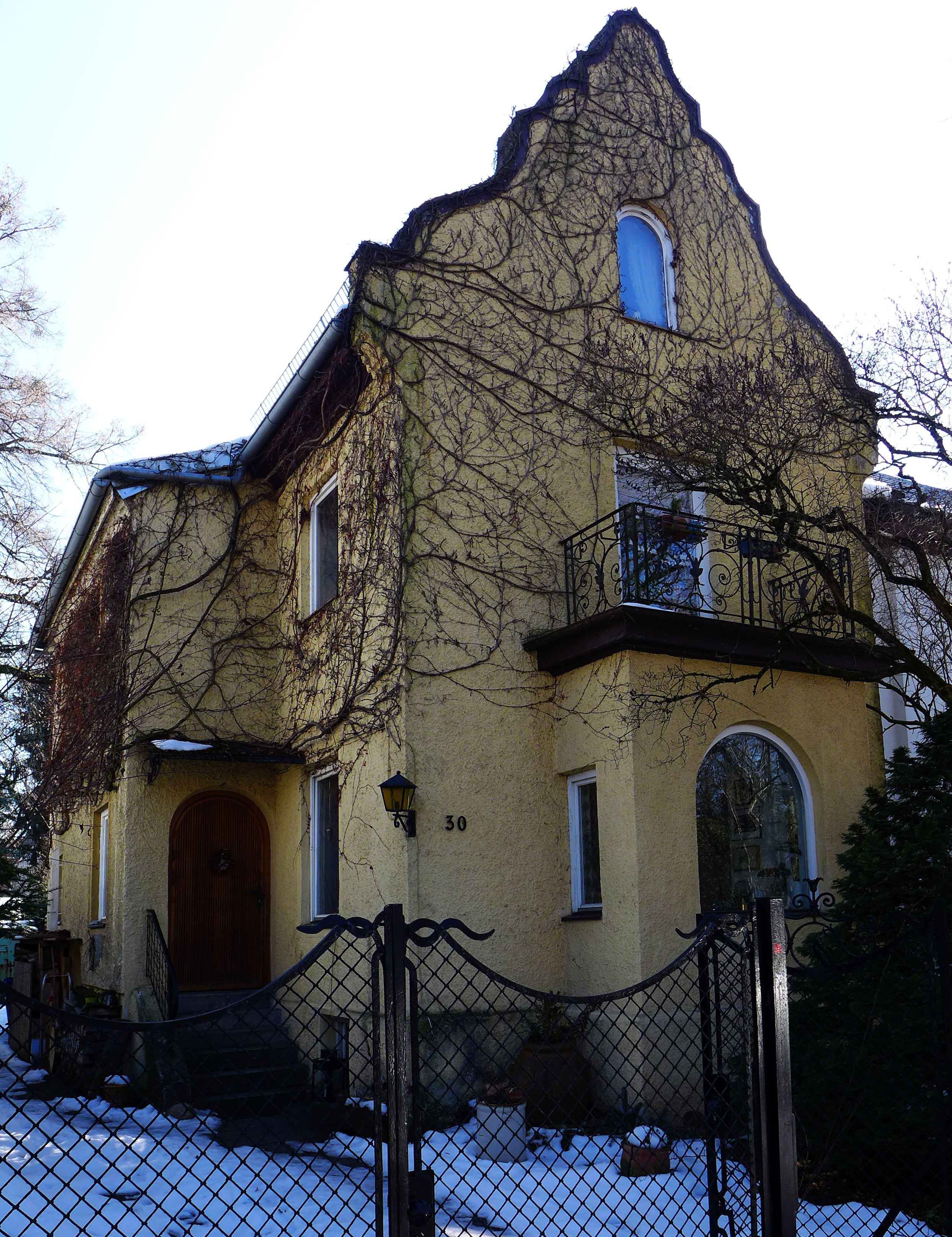
Haus August-Exter-Straße 30 im Stadtteil Pasing von München

Das Gebäude August-Exter-Straße 30 im Stadtteil Pasing der bayerischen Landeshauptstadt München wurde um 1895 errichtet. Die Villa in der August-Exter-Straße, die zur Erstbebauung der Villenkolonie Pasing I gehört, ist ein geschütztes Baudenkmal.
Das Haus wurde nach Plänen des Büros von August Exter erbaut. Der schmale Baukörper mit Schweifgiebel und Bodenerker wurde bei Umbauten stark vereinfacht. Mit dem ungleichen Haus Nr. 28, das nicht als Einzeldenkmal auf der Denkmalliste steht, wurde er zu einem Doppelhaus zusammengefügt.
Im Jahr 1964 wurde das Haus Nr. 30 nach hinten erweitert.